# Nova Tebas
Nova Tebas est une municipalité brésilienne située dans l'État du Paraná.